# PDS
PDS (англ. product design specification) — специфікація проектування виробу. Це виклад того, як проектується дизайн виробу, що має робити, і наскільки відповідає вимогам. Вимоги можуть бути зібрані в специфікації вимог до продукції (PRS (product requirement specification)). Метою є забезпечення того, щоб подальше проектування та розробка продукту відповідали потребам (або вимогам) користувача. Специфікація продукту є одним з елементів управління життєвим циклом продукції.